# Centrolènids
Centrolenidae és una família de granotes que es troba a l'Amèrica Central i a Sud-amèrica.

## SubfamíliaAllophryninae
- Allophryne (Gaige, 1926).

## SubfamíliaCentroleninae
- Centrolene (Jiménez de la Espada, 1872).
- Cochranella (Taylor, 1951).
- Hyalinobatrachium (Ruiz-Carranza & Lynch, 1991).
- Nymphargus (Cisneros-Heredia & McDiarmid, 2007).